# Gornji Bešpelj
Gornji Bešpelj är en ort i Bosnien och Hercegovina.   Den ligger i entiteten Federationen Bosnien och Hercegovina, i den centrala delen av landet, 100 km nordväst om huvudstaden Sarajevo. Gornji Bešpelj ligger 953 meter över havet och antalet invånare är 452.
Terrängen runt Gornji Bešpelj är kuperad.Närmaste större samhälle är Divičani, 5,8 km söder om Gornji Bešpelj. 
Omgivningarna runt Gornji Bešpelj är en mosaik av jordbruksmark och naturlig växtlighet. Runt Gornji Bešpelj är det ganska tätbefolkat, med 93 invånare per kvadratkilometer.